# Rio Gurupi
Le rio Gurupi est un fleuve brésilien des États du Maranhão et du Pará. 

## Géographie
Le rio Gurupi naît dans les collines basses qui séparent son bassin de celui du fleuve Tocantins au sud, et coule vers le nord jusqu'à l'Océan Atlantique. La Serra do Tiracambu se trouve à l'est, et sépare le bassin du rio Gurupi de celui du rio Pindaré.
Il mesure environ 650 km de longueur, entre sa source au Maranhão et son embouchure sur l'océan Atlantique.
Il sert de frontière naturelle entre les États du Pará et du Maranhão. 
Son bassin hydrographique se répartit comme suit : 70 % au Maranhão et 30 % au Pará. Son cours, parcourant des régions de roches cristallines, est entrecoupé de nombreuses cascades.
Le bassin du fleuve est très majoritairement recouvert de selve tropicale.

## Affluents
Ses principaux affluents se situent sur sa rive gauche, du côté du Pará :
- le rio Uraim
- le Coraci Paraná

## Les débits mensuels à Alto Bonito
Le débit du fleuve a été observé pendant 14 ans (1972-1986) à Alto Bonito, localité située à 268 kilomètres de son embouchure dans l'océan Atlantique 
. 
À Alto Bonito, le débit annuel moyen ou module observé durant cette période a été de 481 m3/s pour une surface drainée de quelque 31 850 km2.
La lame d'eau écoulée dans ce bassin versant atteint ainsi le chiffre de 476 millimètres par an, ce qui peut être considéré comme assez élevé et est supérieur au chiffre obtenu en Afrique pour le bassin du fleuve Congo par exemple (359 mm).
Fleuve de la frange orientale de l'Amazonie brésilienne, le rio Gurupi est un cours d'eau assez régulier, plus par exemple que le rio Xingu, grand cours d'eau de cette même Amazonie orientale. Le Gurupi conserve en toutes saisons un débit fort appréciable. 
Sur la durée d'observation de 14 ans, le débit minimum observé a été de 63 m3/s en septembre-octobre, tandis que le débit maximal se montait à 1 880 m3/s (en mai).